# 更年性水果

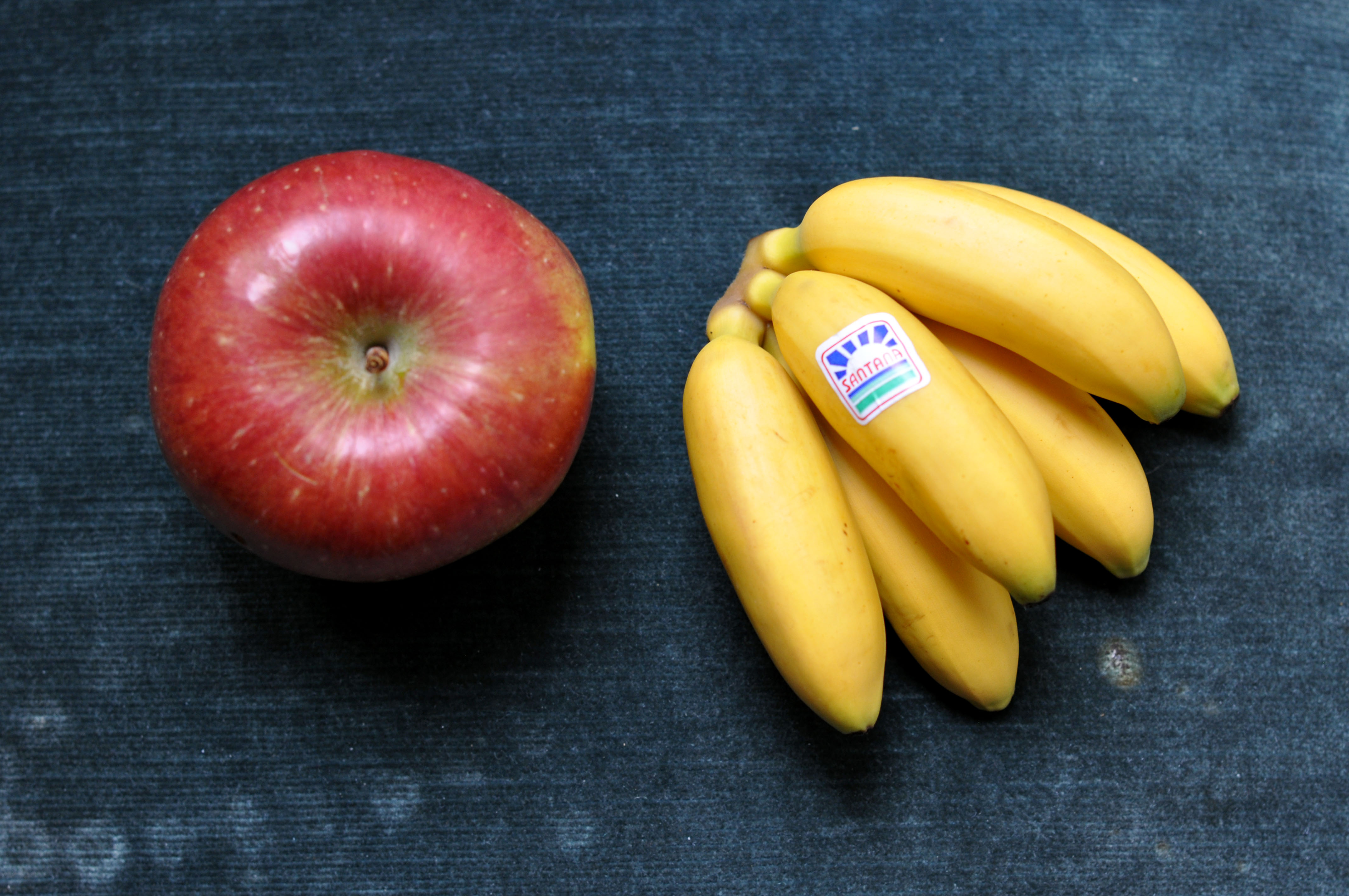
香蕉與蘋果均為典型的更年性水果，摘採後仍可繼續熟成

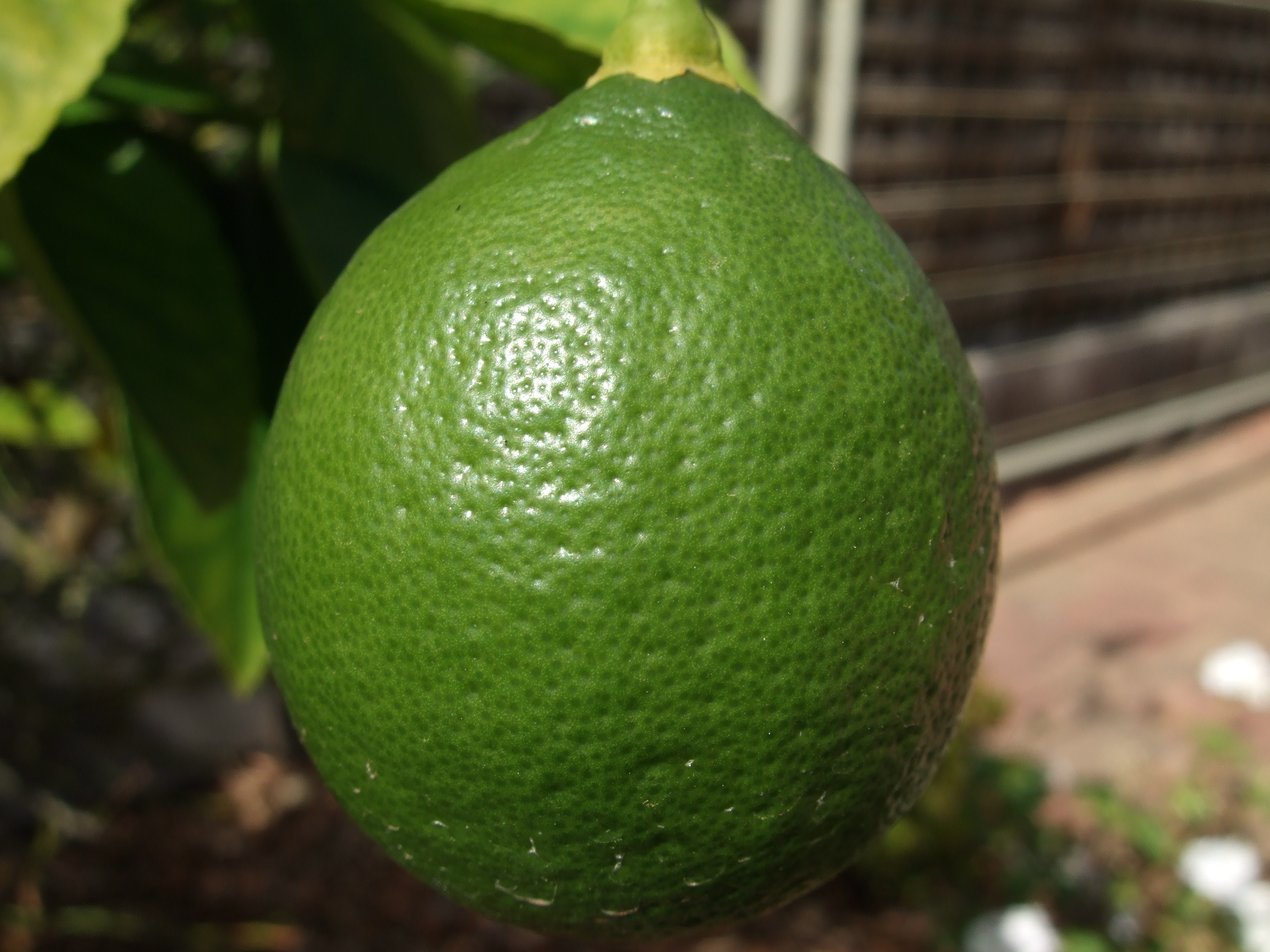
檸檬等柑橘類水果為非更年性水果，摘採後即無法繼續熟成

更年性水果（英語：climacteric fruit），又稱更性水果、後熟型水果，泛指熟成的過程中經歷呼吸躍變（respiratory climacteric）的水果。

## 機制
水果可依熟成的過程分為更年性水果與非更年性水果兩大類。前者成熟過程中，呼吸作用的速率與乙烯的產生量會突然上升，形成一高峰（即呼吸躍變），再下降回原本的數值；後者則無此現象，其呼吸作用速率一般較慢，且隨成熟過程緩慢下降，產生的乙烯量也很少。乙烯可以刺激更年性水果中的許多生化反應進行，使水果變軟、產生香氣，並將貯存的澱粉分解成糖分，且因更年性水果有以自催化反应合成乙烯的途徑，也可促進周圍的其他更年性水果熟成。更年性水果被採下後仍可繼續熟成過程，施予乙烯可以加速其熟成，而非更年性水果從植株上被摘除後熟成即告中斷，無法再繼續熟成，且對其施予乙烯也不能促進其熟成，只能加速其老化過程，如黃化、產生異味、對感染的抗性降低等。
有研究將香瓜合成乙烯的途徑抑制後，發現仍有一定程度的果肉軟化、變色與糖分增加等熟成的現象發生，顯示更年性水果熟成的過程中，除了乙烯介導的反應外，亦有不依賴乙烯的反應途徑。

### 乙烯的合成

植物合成乙烯的途徑楊氏循環

更年性水果有系統I與系統II兩種合成乙烯的模式，其中系統I為自抑制反應（autoinhibitory），意即乙烯可抑制自身的合成，此系統產生的乙烯量較少；系統II則為自催化反應，意即乙烯可促進自身的合成，因此產生的乙烯量較多。平時植物的營養組織即會以系統I合成少量乙烯，在更年性水果熟成的過程中，乙烯的合成會從系統I轉為系統II，使乙烯的含量大量上升，造成呼吸躍變的現象，非更年性水果則沒有此現象，僅以系統I合成乙烯。
植物合成乙烯的前驅物為甲硫胺酸，其轉為S-腺苷甲硫氨酸後，可由ACC合成酶（ACS）轉為1-氨基環丙烷-1-羧酸（ACC）與甲硫腺苷（5'-methylthioadenosine），前者再經ACC氧化酶（ACO）作用即可產生乙烯，後者則可透過楊氏循環轉變回甲硫胺酸。ACC合成酶與ACC氧化酶皆分別由一個基因家族的許多基因編碼，且系統I與系統II中，兩種酵素各基因的表現量有所不同，以番茄為模式生物的研究顯示系統I仰賴的ACC合成酶主要為ACS1A與ACS6，兩者均會被乙烯所抑制；系統II則仰賴ACS2與ACS4，乙烯可刺激兩者的活性，形成正回饋的自催化反應。另外系統II中ACC氧化酶的表現量亦高於系統I。

## 實例
常見水果中，蘋果、香蕉、桃子、杏子、李子、芒果、柿子、木瓜、西瓜、番茄、藍莓、百香果、奇異果、梨、酪梨、無花果、釋迦與榴蓮屬於更年性水果；草莓、葡萄、黑莓、櫻桃、覆盆子、橘子、檸檬、葡萄柚、鳳梨、荔枝、石榴與腰果等則屬非更年性水果。香瓜則更年性與非更年性的品系皆有。

## 研究歷史
1925年，英國劍橋低溫研究站（Low Temperature Research Station）的研究員富蘭克林·基德（Franklin Kidd）與查爾斯·韋斯特（Charles West）觀察採收後的蘋果熟成的現象，他們量測二氧化碳的濃度，發現蘋果的呼吸作用有上升的現象，並將此現象命名為更年性（climacteric）。劍橋大學的植物學家弗雷德里克·布萊克曼以兩人的研究為基礎，開啟了此領域的相關研究。